# Kamienica Kantorowska w Krakowie
Kamienica Kantorowska – oficyna wzniesiona z kamienia w stylu neoklasycznym w roku 1428 za czasów proboszcza Jana z Wielunia, którą rozbudowano jako prezbiterium (kolegium) przy kościele św. Anny w Krakowie. Kamienicę otrzymał w roku 1567 Stanisław Kłodnicki herbu Łada od biskupa krakowskiego Filipa Padniewskiego. W chwili obecnej obiekt zabytkowy nr A-536 od 19 lutego 1968 roku.

## Historia
Początkowo w niewielkiej kościelnej oficynie z kamienia zamieszkiwała służba liturgiczna kościoła św. Anny, a w latach 1429–1473 zamieszkał tu Jan Kanty, bakałarz teologii. W niewielkiej kamienicy zaczął przepisywać rękopisy, równocześnie studiując teologię na Akademii Krakowskiej oraz głosił kazania kościelne w kościele św. Anny. Jan Kanty został dnia 11 grudnia 1439 roku kanonikiem – kantorem przy kościele św. Anny w Krakowie, a w roku 1443 otrzymał magisterium i zaczął wykładać na Akademii Krakowskiej.
Profesor Akademii Krakowskiej Jan Kanty, lokator Kamienicy Kantorowskiej, w 1473 roku został pochowany w kościele św. Anny. Jan Kanty został beatyfikowany 27 września 1680 (razem z Józefem Kalasantym) przez bł. Innocentego XI, a kanonizowany 16 lipca 1767 przez Klemensa XIII. Relikwie św. Jana Kantego spoczywają w barokowym grobowcu – konfesji w kościele św. Anny w Krakowie. Za łaską Bożą działy się u jego grobu zaraz po śmierci różne cuda, które poświadcza historyk polski Maciej Miechowita. „Kamienica Kantorowska” stała się wówczas kantoryą – Jana Kantego i po roku 1680 miejscem chętnie odwiedzanym przez pielgrzymów.

## Schola Cantorum
Obok Kamienicy Kantorowskiej, między kościołem św. Anny a Plantami wznosiła się niegdyś niewielka szkoła parafialna Schola Cantorum (SC) kościoła św. Anny, którą prowadził jej prepozyt kantor – Jan Kanty. Jej początki sięgają drugiej połowy XIV w., ale pierwsze zachowane wzmianki pochodzą z roku 1450. Pierwotnie była to budowla drewniana.
W 1511 roku Maciej Miechowita ufundował na miejscu starej drewnianej szkoły prowadzonej przez krakowskiego kantora nowy murowany budynek kantorowskiej szkoły (Schola Cantorum), którą prowadził kantor (dyrektor szkoły) mieszkający w Kamienicy Kantorowskiej przy kościele św. Anny. Nowy murowany budynek szkoły parafialnej kościoła św. Anny dotrwał do roku 1689, kiedy to został ponownie rozebrany w związku z budową nowego, barokowego kościoła św. Anny, który stanął na miejscu drewnianego. Trzeci w kolejności murowany budynek szkoły parafialnej przy kolegiacie św. Anny został wybudowany na placu między nowym murowanym budynkiem kościoła św. Anny a murami miejskimi Krakowa, na terenie obecnych Plant Krakowskich. Został on zburzony w 1823 roku, gruz wywieziono na Kopiec Kościuszki, a na jego miejscu założono Planty.

## Po roku 1918
Po odzyskaniu niepodległości przez Polskę w roku 1918, Kamienica Kantorowska została przejęta przez świeckich właścicieli.
Po roku 1945 na parterze mieścił się sklep warzywny Spółdzielni Spożywców.

## Po roku 1970
Wyburzono przylegającą od południa dwupiętrową kamienicę, wznosząc w jej miejsce jednopiętrowy budynek stylistycznie zbliżony do Kamienicy Kantorowskiej, będący niejako jej „przedłużeniem” w kierunku południowym. Część południową wyburzono aż do fundamentów, następnie odtworzono pierwotną, zwartą, jednopiętrową bryłę budynku. Kamienica była rozbudowana – w jej południowej części nadbudowano jedno piętro.
Od roku 1977 na parterze znajduje się kawiarnio-restauracja „U Zalipianek” (wnętrze zaprojektowane i wykonane w stylu ludowym przez artystki ze wsi Zalipie, położonej koło Dąbrowy Tarnowskiej) serwująca potrawy regionalne.